# Daniel Grau
Daniel Grau Sosa (Caracas, 28 de diciembre de 1948 - 5 de enero de 2021) fue un compositor y productor musical venezolano, importante figura de la música electrónica y el jazz latinoamericano.

## Biografía
Daniel Grau grabó 9 LP entre 1974 y 1983. Sólo por diversión, Grau pidió a algunos de los músicos que frecuentaban el estudio regularmente que usaran el tiempo libre del estudio para grabar algunas de sus propias canciones y composiciones bajo el nombre de La Orquestra De Daniel Grau . Los dos primeros álbumes de 1974 y 1976, lanzados bajo este apodo, mostraron el talento de Grau para la composición, los arreglos y el multiinstrumentalismo (en guitarra, bajo y teclados). 
Trabajó con muchas figuras de la danza y la música electrónica, incluidos Gerd Janson, Psychemagik, Ray Mang y Soul Patrol . El maestro Grau fue un pionero en el género de la jazzanova, una mezcla de bossanova, disco y jazz. Se le consideraba "el Giorgio Moroder venezolano".  Falleció el 5 de enero de 2021, a la edad de 72 años, en la ciudad de Caracas. 

## Colaboraciones
Trabajó con leyendas de la música latinoamericana como Aldemaro Romero y Vytas Brenner .  El también DJ venezolano Andrés Astorga realizó un proyecto con Grau realizado en la discográfica alemana Sonar Kollektiv llamado "El sonido mágico de Daniel Grau", que contiene algunos de sus éxitos más conocidos. En el año 2019, el sello barcelonés El Palmas Records lanza el disco El Magico Mundo, con composiciones inéditas de Grau.

## Álbumes
- Dejando Volar El Pensamiento (1974)
- La Orquesta De Daniel Grau (1976)
- Fantasía disco (1979)
- El sonido magico de daniel grau (1979)
- Kryptonita Líquida (1979)
- El León Bailarín (1980)
- Canción del Amanecer (1981)
- Por qué no podemos hacerlo (1981)
- 440 Torker, vol. 9 (1983) [6]
- El Magico Mundo (2019)